# Daniel Ponce De León
Daniel Ponce de León est un boxeur mexicain né le 27 juillet 1980 à Ciudad Cuauhtémoc.

## Carrière
Champion du monde des poids super-coqs WBO du 29 octobre 2005 au 7 juin 2008, il remporte le titre WBC des poids plumes le 15 septembre 2012 après sa victoire au 8e contre Jhonny González. Ponce de León est en revanche battu dès le combat suivant par son compatriote Abner Mares le 4 mai 2013 par arrêt de l’arbitre au 9e round.